# Banánfélék
A banánfélék (Musaceae) a gyömbérvirágúak (Zingiberales) rendjének egyik családja. Korábbi rendszerekben (pl. Urania Pflanzenwelt) a rend névadója volt (banánvirágúak), de hasonlóan a többi családdal (kannafélék, nyílgyökérfélék, gyömbérfélék stb.) alkotott egy rendet. A banánféléket korábban két alcsaládra osztották: a valódi banánfélékre (Musoideae) és a papagájvirágfélékre (Strelitzioidea). A kladisztika legújabb eredményei alapján azonban a papagájvirág-félék külön családot alkotnak a Zingiberales renden belül, Strelitziaceae néven. A banánfélék morfológiai sajátosságait itt röviden összegezzük.

## Morfológia sajátosságaik

### Vegetatív szervek morfológiája
Nagy termetű, lágy szárú növények (közülük kerülnek ki a legtermetesebb lágyszárúak), magasságuk eléri az 5 m-t. Az erőteljes levélhüvelyek (melyek módosult levélalapok) szorosan egymásra borulva erőteljes áltörzset hoznak létre, mely el sem fásodik. A hajtás egy földalatti rizómából hajt ki, majd a növény ennek tartalék tápanyagait feléli, és önállóan még hosszú évekig él (évelő növény).
A levelek levélnyele erőteljes szilárdító- (szklerenchima) szövetet tartalmaz. A lemez és a nyél élesen elkülönülnek egymástól, a levéllemez a szélén a környezeti hatásokra (szél, eső stb.) berepedezik, mert ott szilárdító szövetet nem találunk. A levélnyélből kilépő erek merőlegesek arra, vagy legföljebb enyhe S alakban görbültek.

### A generatív szervek morfológiája és a szaporodás
A virágzat vagy a hajtáscsúcson tör elő, vagy a levelek hónaljában. Ez attól függ, hogy a növény a virágzás után még tovább él-e. Ha nem akkor az előbbi, ellenező esetben az utóbbi következik be.
A virágzatnak egy hosszú nódusz-internódiális tagolódású tengelye van, ahol minden nóduszon több virág fejlődik ki. Ezeket nagy buroklevelek védik a virágok kinyílásáig, melyek aztán később elhalnak, és leesnek a virágzati tengelyről.
Minden virág hosszabb-rövidebb kocsányú, akár még egy külön védő előlevele is lehet, bár ez sok esetben hiányzik. A virágok zigomorfak, azaz kétoldalian részarányosak, általában kétivarúak, ám az egyik ivar elcsökevényesedésével egyivarúvá válhatnak. A takarórendszer vagy egynemű leplekből áll, vagy pedig csészére is pártára különül el. A szirmok össze is nőhetnek egymással, és ilyenkor nyelv alakú takarólevelek alakulnak ki. 

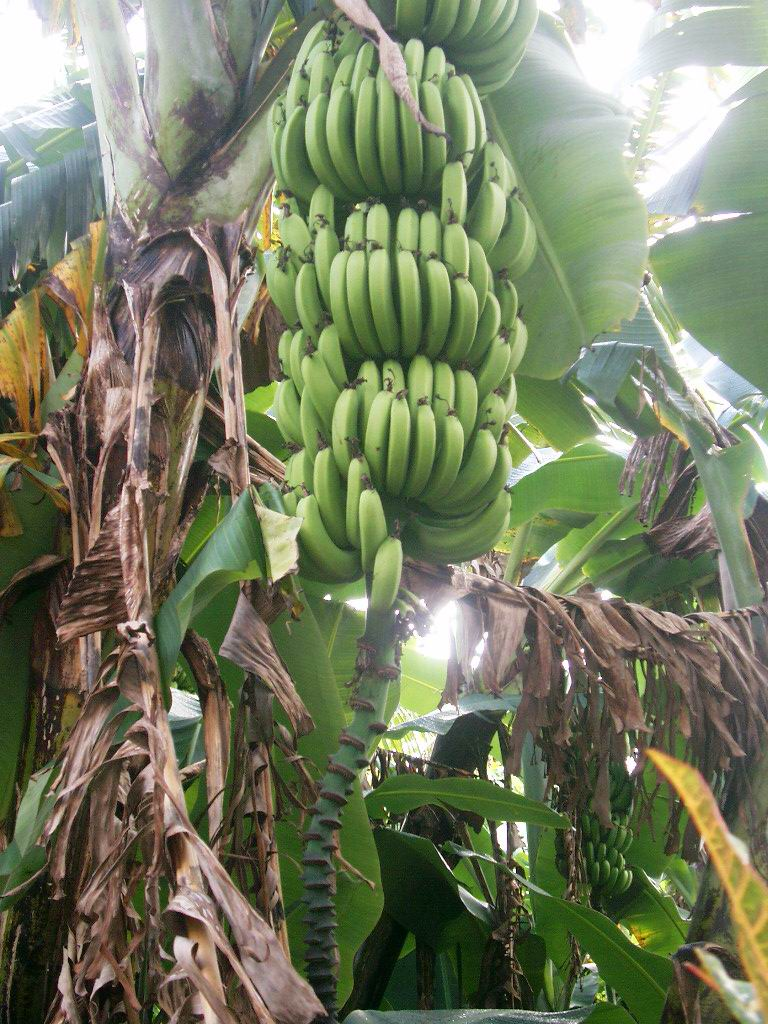

A porzók eredetileg két háromtagú körben állnak, de általában csak öt van belőlük, mert az egyik meddővé válik, és sziromszerű takarólevéllé vagy sztaminódiummá alakul. A Musa nemben mind a hat porzó elcsökevényesedik, és átalakul. A termőlevél alsó állású, háromrekeszű.
A Musa nemben a virágoknak kétféle típusa van, melyek akár egy virágzatban is előfordulnak. Az egyikben a magház többrekeszű (melyből ép termés fejlődik), fejlett, megporzásra alkalmas bibével, általában csökevényes porzóval, de lehetnek fertilis porzók is. A másikban mindig ép, fertilis porzók vannak, a magházak az elvirágzás után abbahagyják működésüket és elpusztulnak (termés belőlük nem képződik) – ez utóbbi típusú virágok adják a virágzat nagyobbik hányadát. A magház rekeszei között és fölött nektártermelő mirigyeket, nektáriumokat találunk.
A termés ízletes bogyótermés, vastag, könnyen elváló terméshéjjal. Ismeretesek toktermésű fajok, melyeknek belseje száraz, éretten sem nyílnak fel.

## Elterjedésük és felhasználásuk
A banánfélék levelei a harmadkor óta ismeretesek. Ma 3 nemzetségük él, 70 fajjal. Kivétel nélkül trópusi, szubtrópusi növények. Bogyótermésük miatt a trópusokon mindenfelé termesztik őket, és a világ minden részére szállítanak belőle. A termést zölden szüretelik, raktárakban etilénnel értetik be (az etilén növényi hormon, a termésérés fokozásáért felelős). A banán leveleit a trópusi emberek házak fedésére használják. A banánfajok kisebb változatai hazánkban újabban kedvelt szobai dísznövények.